# Anton von Störck

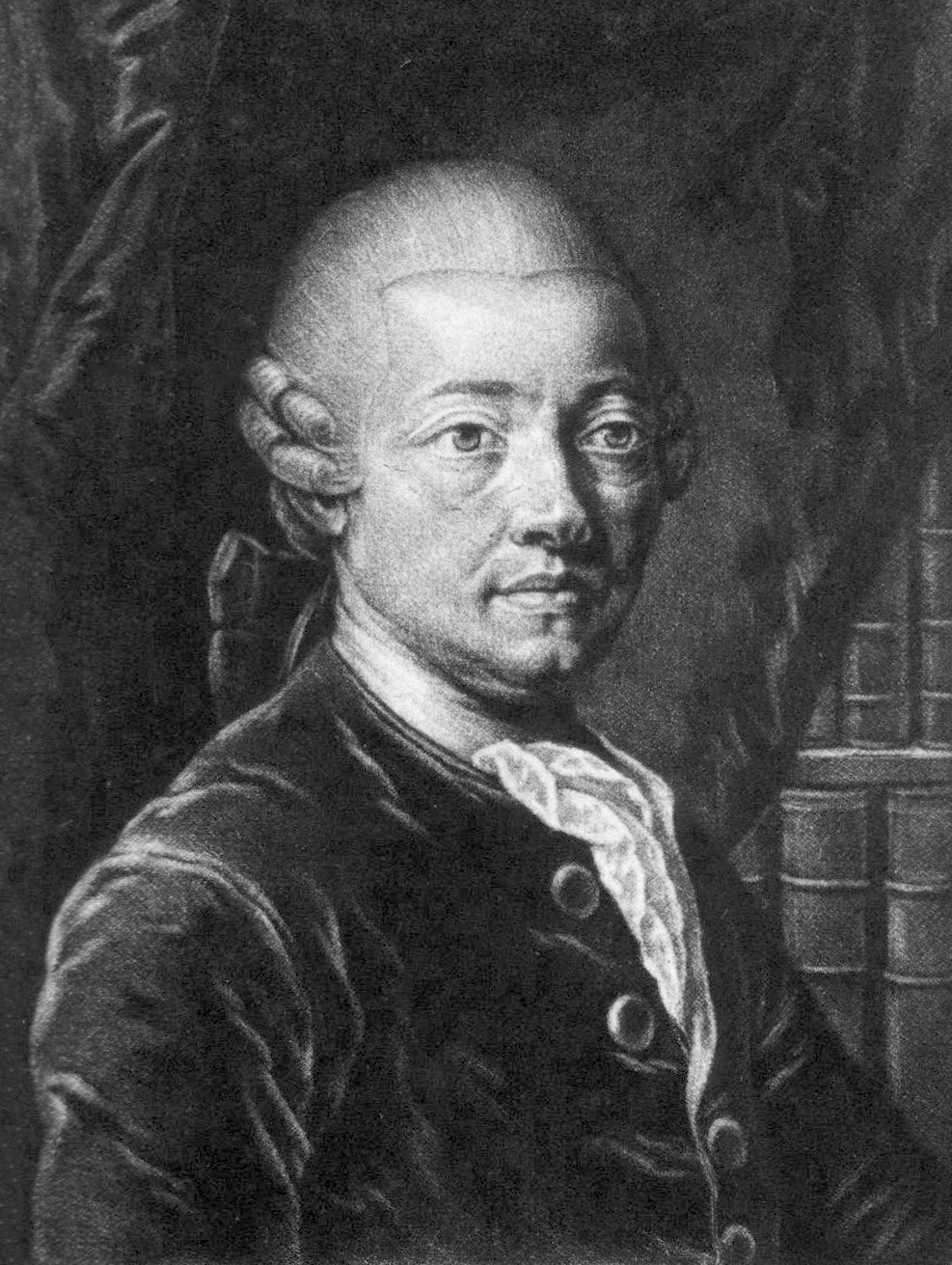
Anton Freiherr von Störck

Anton Freiherr von Störck (* 21. Februar 1731 in Saulgau; † 11. Februar 1803 in Wien) war ein österreichischer Mediziner und Hochschullehrer. Er war Leibarzt der österreichischen Kaiserin Maria Theresia.

## Leben
Anton von Störck wurde im damals vorderösterreichischen Saulgau in Oberschwaben geboren, verlor früh seine Eltern, kam nach Wien und wurde als Waisenkind in einem Armenhaus erzogen. Dort besuchte er auch das Gymnasium und studierte Philosophie. Dieses Studium schloss er 1752 mit der Erlangung der Magister-Würde ab. Daraufhin studierte er Medizin und erlangte unter seinem Mentor Gerard van Swieten 1757 die Doktorwürde.
Eine Tätigkeit als praktischer Arzt schloss sich an, und seine Heilerfolge wurden schnell in Wien bekannt. Am 30. Juni 1758 wurde er „erster Physicus“ der städtischen Versorgungsanstalt für verarmte Bürger in der Währinger Straße in Wien, des so genannten Bäckenhäusel. Störcks Ruf wuchs weiter an, und schon mit 29 Jahren erlangte er 1760 die Stellung eines „k. k. Leibmedicus“, in der er wiederholt den Kaiser und habsburgische Prinzen auf Reisen begleitete. So reiste er 1764 mit Kaiser Franz I. Stephan und den Erzherzogen Joseph und Leopold zur Königskrönung Josephs nach Frankfurt am Main, 1769 als ärztlicher Begleiter der Erzherzogin Maria Amalia nach Parma.
Maria Theresia wählte ihn als behandelnden Arzt, als sie im Jahre 1767 von den Pocken befallen war, und ernannte ihn nach ihrer Heilung zu ihrem persönlichen Leibarzt.
Am 2. Februar 1771 wurde er Assessor der k. k. Studien- und Bücherrevions-Hofkommission, am 27. Juni zweiter Präses und Direktor der medizinischen Fakultät der Wiener Hochschule. Am 1. Juli 1771 wurde er zum „Protomedicus“ ernannt, 1772 zum „ersten Leibarzt“ mit dem Titel eines k. k. Hofrats. 1772 entwarf er einen Studienplan für die medizinische Fakultät (veröffentlicht 1775), in dem er einen propädeutischen Lehrkurs forderte und eine bestimmte Reihenfolge der zu studierenden Fachgebiete aufstellte. Seine Hochschullaufbahn wurde durch die Ernennung zum Dekan der medizinischen Fakultät 1766 und zum „Rector magnificus“ der Wiener Hochschule 1768 gekrönt.
Während seiner Laufbahn veröffentlichte er zahlreiche medizinische Abhandlungen. Insbesondere seine (im Original in lateinischer Sprache abgefassten) Arbeiten zur Pharmakologie erregten Aufsehen in ganz Europa und wurden ins Deutsche und Französische übersetzt. Störck erforschte umfassend die Wirkung von Heilpflanzen wie dem Wasserschierling (Cicuta virosa), der Herbstzeitlosen (Colchicum autumnale) und dem Stechapfel (Datura stramonium) anhand genauer Untersuchungen an Gesunden und Kranken. Seine Untersuchungen der Wirkungen von Pflanzenextrakten an Gesunden können als Vorläufer der homöopathischen Arzneimittelprüfung gelten, da lt. Tischner bereits Vergiftungs und Prüfungs(Wirk)-Symptome bei Gesunden aufgezeichnet wurden. Der Vorschlag Störcks, Stramonium bei Geisteskrankheit anzuwenden, sei vermutlich von Hahnemann 30 Jahre später bei dessen erstem 'homöopathischen' Patienten 1792, dem geheimen Kanzleirat Klockenbring aus Hannover, erfolgreich zur Anwendung gekommen. Die Schriften Störcks müssten diesem bekannt gewesen sein, da er ein dreiviertel Jahr bei einem von dessen Nachfolgern in Wien, Joseph von Quarin, in enger Anbindung an diesen studiert hatte. Zum Beispiel war er einer der wenigen Studenten, die den Hofarzt zu Privatkonsultationen begleiten durften.
Viele der von Störck untersuchten Mittel (s. o.) sind immer noch ein essentieller Bestandteil der homöopathischen Materia medica, u. a. Pulsatilla pratensis, die Küchenschelle, (Datura) Stramonium, Hyoscyamus, Aconitum oder Colchicum (s. Literatur).
Sein jüngerer Bruder Matthäus Störck (1739–1815) war ebenfalls Mediziner und war als Leibarzt des Großherzogs von Toskana, des späteren Kaisers Leopold II. tätig. Auch er wurde 1779 in den Freiherrnstand erhoben. Der ältere Bruder Melchior (1721–1756) war Professor der Anatomie an der Universität Wien.

## Ehrungen
Am 22. April 1775 wurde Störck in den österreichischen Freiherrenstand aufgenommen, am 22. Juni 1777 in den niederösterreichischen Herrenstand. Er war Mitglied und Ehrenmitglied in zahlreichen wissenschaftlichen Gesellschaften Europas. 1773 wurde er zum Mitglied der Leopoldina gewählt.
Nach Störck ist die Pflanzengattung Stoerkia Crantz aus der Familie der Amaryllisgewächse (Amaryllidaceae) benannt.
Im Jahr 1909 wurde in Wien-Floridsdorf (21. Bezirk) die Anton-Störck-Gasse nach dem Mediziner benannt. In Störcks Geburtsort Saulgau trägt das Gymnasium seinen Namen.

## Veröffentlichungen

### Lateinische Ausgaben
- Dissertatio inauguralis medica de conceptu, partu naturali, difficili et praeternaturali, Wien 1757
- Annus medicus primus et secundus, quo sistuntur observationes circa morbos acutos et chronicos, adjiciunturque eorum curationes et quaedam anatomicae cadaverum sectiones, Wien 1759
  - Erster medizinischer Jahrgang, welcher Beobachtungen über die hitzigen und langwierigen Krankheiten enthält, nebst ihrer Heilungsart und einigen Zergliederungen der Leichen. Übersetzt aus dem Lateinischen von A. A. Brunner. Wien 1794.
- Tractatus medicus cum diversis experimentis de Cicuta, Lausanne 176X
- Antonii Störck Libellus. Trattner, Vindobonae (Digitalisierte Ausgabe)
  - 1. ..., quo demonstratur: cicutam non solum usu interno tutissime exhiberi, sed et esse simul remedium valde utile in multis morbis, qui hucusque curatu impossibles dicebantur. 1760
  - 2. ..., quo confirmatur: cicutam non solum usu interno tutissime exhiberi, sed et esse simul remedium valde utile in multis morbis, qui hucusque curatu impossibles dicebantur. 1761
- Antonii Störck Supplementum necessarium de cicuta. Trattner, Vindobonae 1761 (Digitalisierte Ausgabe)
- Antonii Störck Libellus, quo demonstratur: Stramonium, hyosciamum, aconitum non solum tuto posse exhiberi usu interno hominibus, verum et ea esse remedia in multis morbis maxime salutifera : iunguntur simul harum plantarum imagines aere excusae. Trattner, Vindobonae 1762 (Digitalisierte Ausgabe)
- Libellus, quo demonstratur: Colchici autumnalis radicem non solum tuto posse exhiberi hominibus, sed et ejus usu interno curari quandoquoque morbos difficilimos, qui aliis remediis non cedunt, Wien 1763
- Libellus, quo demonstratur: Herbam ceteribus dictam flammulam Jovis, posse tuto et magna cum utilitate exhiberi aegrotantibus, Wien 1769
- Instituta facultatis med. Vindobonensis, Wien 1775
- Praecepta medico practica in usum chirurgorum castrensium et ruralium ditionum austriacarum, Übersetzung von J. M. Schosulan, 2 Bände, Wien 1776
- Libellus, quo continuantur experimenta et observationes circa nova sua medicamenta, Wien 1765
- Libellus de usu medico Pulsatillae nigricantis, Wien 1771
- Praecepta medico-practica in usum chirurgorum castrensium et ruralium ditionum Austriacarum. 2. Auf. - Hartmann, Viennae Austriae 1784 (Digitalisierte Ausgabe)
- Pharmacopoea Austriaco-provincialis . de Trattner, Wien 1774 Digitalisierte Ausgabe der Universitäts- und Landesbibliothek Düsseldorf
- Pharmacopoea Austriaco-provincialis . de Trattner, Wien 2. Auflage 1775 Digitalisierte Ausgabe der Universitäts- und Landesbibliothek Düsseldorf

### Deutsche Ausgaben
- Allgemeine Anleitung zur Vorbeugung sowohl, als auch zur Heilung der Hundswuth, Wien 1783
- Abhandlung, daß der Stechapfel, das Tollkraut und Eisenhütlein nicht nur innerlich ganz sicher den Menschen gegeben werden können, sondern auch in vielen äußeren Krankheiten heilende Mittel sind, aus dem Lateinischen von G. Neuhofer, Augsburg 1763
- Abhandlung von dem sicheren Gebrauche und der Nutzbarkeit des Stechapfels, Bilsenkrautes und Eisenhütleins, aus dem Lateinischen von S. Schinz, Zürich 1763
- Beobachtungen von dem Gebrauche und der Nutzbarkeit des Schierlings, aus dem Lateinischen, Wien 1764
- Beobachtungen von dem Gebrauche und der Nutzbarkeit des Schierlings, aus dem Lateinischen von Georg Ludwig Rumpelt, 3 Teile, Dresden 1765
- Anton Störks Zwo Abhandlungen, vom Nutzen und Gebrauche des Brennkrauts, oder der aufrechten brennenden Waldrebe, und des weisen Diptams, oder Escherwurz : aus dem Lateinischen ; nebst zwoen Kupfertafeln (aus dem Lateinischen), Felßecker, Frankfurt 1769 (Digitalisierte Ausgabe der Universitäts- und Landesbibliothek Düsseldorf)
- Abhandlung von der Einpfropfung der Kinderblattern, Nürnberg 1771
- Abhandlung von dem heilsamen Gebrauche der Küchenschelle, Nürnberg 1771
- Medicinische Jahrgänge, in welchen Beobachtungen über acute und chronische Krankheiten u.s.w. enthalten sind, Wien 1774
- Medicinisch-praktischer Unterricht für die Feld- und Landwundärzte der österreichischen Staaten. 2 Bände, Wien 1776 (Digitalisierte Ausgabe)
  - 1 (1780).
  - 1. 3. Aufl. 1789
  - 2 (1780).
  - 2. 3. Aufl. 1789
- Erster medizinischer Jahrgang, welcher Beobachtungen über die hitzigen und langwierigen Krankheiten enthält, nebst ihrer Heilungsart und einigen Zergliederungen der Leichen. Übersetzt aus dem Lateinischen von A. A. Brunner. Wien 1794.

Viele von Störcks Werken erschienen auch in französischer Übersetzung.

### Englische Übersetzungen
- An essay on the medicinal nature of Hemlock. Nourse, London 1760 (Digitalisierte Ausgabe der Universitäts- und Landesbibliothek Düsseldorf)